# Gefäßclip

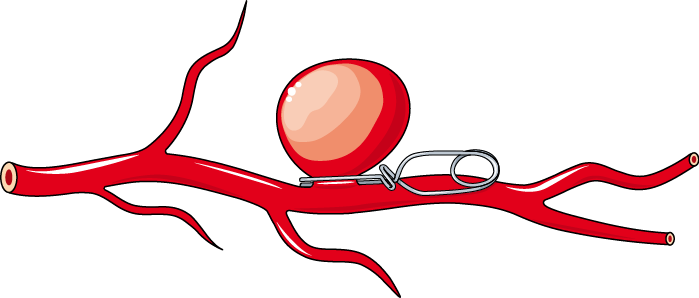

Der Gefäßclip ist eine Klammer aus Metall (in der Regel Titan) oder resorbierbarem Kunststoff, die zum Verschluss von Blutgefäßen in der Chirurgie eingesetzt wird. Der Clip wird mit einem speziellen Halter (Clip-Applikator) an das zu verschließende Gefäß gebracht und dann zusammengedrückt. Vorteilhaft ist, dass der Clip auch in der laparoskopischen Chirurgie eingesetzt werden kann und in der klassischen Chirurgie viel schneller anzulegen ist als eine Ligatur. Das Anbringen eines Gefäßclips wird als Clipping bezeichnet. Es wird zum Verschluss blutender Gefäßstümpfe oder von Aneurysmen angewendet. Gefäßclips aus ferromagnetischen Materialien stellen eine absolute Kontraindikation zur Durchführung von Magnetresonanzuntersuchungen dar.